# Heinrich Bär
Oskar-Heinz (Heinrich) "Pritzl" Bär (25 tháng 5 năm 1913 – 28 tháng 4 năm 1957) là phi công ách chủ bài của Đức Quốc xã trong Thế chiến thứ hai với thành tích bắn hạ 220 (hoặc 221) phi cơ đối phương. Bär thực hiện tổng cộng hơn 1.000 phi vụ trên các mặt trận phía Tây, phía Đông và Địa Trung Hải trong suốt thời gian cuộc thế chiến, bị bắn rơi 18 lần.
Bär gia nhập Phòng vệ Đế chế (Reichswehr) vào năm 1934 và được điều sang Không quân (Luftwaffe) một năm sau đó. Khởi đầu từ một thợ máy, sau đó là phi công lái vận tải cơ, Bär cuối cùng trở thành phi công chiến đấu cơ. Chiến thắng đầu tiên của ông đến vào tháng 9 năm 1939 tại vùng biên giới nước Pháp. Sau khi Trận chiến nước Anh kết thúc, tổng số chiến tích của ông được nâng lên con số 17. Cuối tháng 6 năm 1941, Bär được điếu đến mặt trận phía Đông tham dự Chiến dịch Barbarossa và sau chiến thắng lần thứ 90, ông được trao tặng Huân chương Thập tự Hiệp sĩ với Lá sồi và Thanh kiếm (Ritterkreuz mit Eichenlaub und Schwertern) vào tháng 2 năm 1942.
Trong giai đoạn còn lại của Thế chiến thứ hai, Bär đã ghi thêm được 130 chiến thắng nữa, trong đó có 16 chiến thắng đạt được trên phản lực cơ Me 262, trở thành phi công ách chủ bài phản lực cơ có thành tích cao thứ hai trong lịch sử. Do không được lòng Hermann Göring, ông không được nhận Huân chương Thập tự Hiệp sĩ với Lá sồi, Thanh kiếm và Kim cương.
Sau chiến tranh, Bär tiếp tục hoạt động trong lĩnh vực hàng không. Ông mất trong một tai nạn máy bay vào ngày 28 tháng 4 năm 1957 gần Braunschweig.

## Giai đoạn đầu
Bär sinh ngày 25 tháng 5 năm 1913 tại Sommerfeld gần thành phố Leipzig thuộc Vương quốc Saxony, Đế quốc Đức. Cha mẹ ông đều là nông dân, và cha ông đã tử trận tại mặt trận phía Tây của Thế chiến thứ nhất vào năm 1916. Bär học Volksschule (một cấp học kết hợp giữa tiểu học và trung học cơ sở) tại Sommerfeld. Ban đầu ông muốn trở thành chủ nông trại của gia đình mình tại Engelsdorf và do đó sau khi học xong cấp cơ sở đã đến trường nông nghiệp tại Wurzen. Vào năm 15 tuổi, ông trở thành phi công dù lượn và gia nhập câu lạc bộ dù lượn mang tên "Schwarzer Berg" (Rừng Đen) tại Taucha. Sau đó Bär có hứng thú với đời sống hoang dã và rừng khiến ông có ý định gắn bó với lâm nghiệp. Tuy nhiên sau khi lần đầu tiên được nhìn thấy một chiếc vận tải cơ Junkers, ông đã quyết định trở thành một phi công, với ước mơ lái cho hãng hàng không dân sự Deutsche Luft Hansa.
Cuộc Đại khủng hoảng đã tước đi cơ hội cho ông có được bằng phi công dân sự. Năm 1934, Bär gia nhập Phòng vệ Đế chế (Reichswehr) và được điều đến Đại đội 4 thuộc Tiểu đoàn 4 Cơ giới (3. Kompanie of Kraftfahrabteilung 4) làm thợ máy. Sau một năm, ông được điều sang Không quân (Luftwaffe) và được huấn luyện trở thành phi công vận tải cơ. Từ ngày 1 tháng 11 năm 1937 đến 31 tháng 3 năm 1938, Bär lần lượt học tại các trường hàng không ở Oldenburg và Hildesheim trước khi có được Chứng chỉ Phi công Bậc cao (Erweiterter Luftwaffen-Flugzeugführerschein) thể hiện khả năng điều khiển được máy bay nhiều động cơ tại trường hàng không ở Ludwigslust vào ngày 16 tháng 5 năm 1938. Bär còn học tại một trường hàng không nữa ở Neuburg an der Donau từ ngày 7 tháng 7 đến 14 tháng 8 năm 1938 trước khi được điều chuyển đến đến Phi đoàn I thuộc Không đoàn 135, lực lượng nòng cốt sau này của Không đoàn Chiến đấu cơ 51 (Jagdgeschwader 51 - JG 51) lừng danh vào ngày 1 tháng 9 năm 1938 và thường được giao lái oanh tạc cơ Junkers Ju 86. Phi đoàn trưởng (Staffelkapitän) Douglas Pitcairn nhận thấy khả năng bay tốt của Bär và cố gắng thuyết phục ông trở thành một phi công chiến đấu cơ. Ban đầu Bär đã từ chối nhưng sau khi thực hiện một số pha nhào lộn không được phép trên phi cơ Ju 86 dẫn đến trục trặc động cơ, ông miễn cưỡng chấp nhận trở thành một phi công chiến đấu cơ.

## Thế chiến thứ hai
Đơn vị của Bär đóng tại vùng biên giới nước Pháp khi Thế chiến thứ hai nổ ra và vào ngày 25 tháng 9 năm 1939, ông đã có chiến thắng đầu tiên khi bắn hạ một chiếc Curtiss P-36 Hawk của Không quân Pháp giai đoạn đầu Cuộc chiến tranh kỳ quặc, giúp ông có được Huân chương Thập tự sắt hạng nhì hai ngày sau đó. Trong Trận chiến nước Pháp, ông có hai chiến thắng và có thêm 10 chiến thắng trong Trận chiến nước Anh kế sau đó. Ngày 2 tháng 9 năm 1940, phi cơ của ông bị bắn hạ khi đang bay qua eo biển Manche bởi một chiến đấu cơ Spitfire. Bär được triệu tập đến gặp Thống chế Hermann Göring để báo cáo về trận đánh. Khi được Göring hỏi ông nghĩ gì khi đang ở dưới nước, Bär ngay lập tức trả lời, "Đó là những lời mà ngài nói, rằng nước Anh không còn là một hòn đảo nữa!", ám chỉ đến những gì mà Göring đã nói với các phi công chiến đấu cơ Đức. Hành động này chứng tỏ sự coi thường thượng cấp một cách rõ ràng của Bär và điều này khiến ông thường gặp rắc rối. Đầu năm 1941, ông bắn hạ thêm bốn chiến đấu cơ của Không quân Hoàng gia (RAF) để nâng tổng chiến tích lên con số 17.

### Mặt trận Xô - Đức
Tháng 6 năm 1941, JG 51 được đưa đến mặt trận phía Đông để tham gia Chiến dịch Barbarossa. JG 51 lúc này nằm dưới Quân đoàn Không quân II (II. Fliegerkorps), hoạt động tại khu vực trung tâm mặt trận. Bär có được năm chiến thắng vào ngày 30 tháng 6 năm 1941. Đây là ngày mà JG 51 có được tổng cộng 113 chiến thắng và vươn lên con số 1.000 chiến thắng toàn không đoàn, điều chưa từng một đơn vị nào làm được trước đó. Chỉ hai tuần quần thảo trên vùng trời Liên Xô, con số chiến thắng của Bär được nâng lên 27, giúp ông có được Huân chương Thập tự Hiệp sĩ vào ngày 2 tháng 7, và được thăng hàm Thượng úy (Oberleutnant) vào ngày 1 tháng 8 năm 1941. Chỉ hai tuần sau đó, với cột mốc chiến thắng thứ 60, Bär được trao Huân chương Thập tự Hiệp sĩ với Lá sồi. Trong ngày 30 tháng 8, ông bắn hạ sáu máy bay Liên Xô nhưng chỉ một ngày sau lại bị một chiếc cường kích Ilyushin Il-2 bắn rơi phía sau giới tuyến Liên Xô 50 km, gần Novgorod-Seversky. Khi bung dù để thoát hiểm, ông bị thương ở lưng và bàn chân nhưng vẫn tìm cách về lại được với quân Đức và sau đó phải nằm viện điều trị dài ngày.
Bär được thăng hàm Đại úy (Hauptmann) vào cuối năm 1941 và trở thành phi đoàn trưởng phi đoàn 12 thuộc JG 51 vào đầu năm 1942. Ngày 16 tháng 2 năm 1942, ông được trao Huân chương Thập tự Hiệp sĩ với Lá sồi và Thanh kiếm (Ritterkreuz mit Eichenlaub und Schwertern) với chiến thắng lần thứ 90. Thành tích này được ghi nhận trong Wehrmachtbericht (báo cáo tuyên truyền của Bộ Tư lệnh Tối cao Wehrmacht- OKW) vào ngày 12 tháng 2 năm 1942. Ngày 11 tháng 5, Bär được chuyển từ Phi đoàn IV./JG 51 sang Phi đoàn I (I. Gruppe) của Không đoàn Chiến đấu cơ 77 (Jagdgeschwader 77 - JG 77) và làm chỉ huy trưởng phi đoàn này thay cho Herbert Ihlefeld. JG 77 lúc này đang hoạt động ở vùng Krym và được chỉ huy bởi Gordon Gollob. Những chiến thắng đầu tiên của Bär tại chiến trường này là ba chiến đấu cơ LaGG-3. Bất chấp mối quan hệ không tốt với thượng cấp Gollob, Bär vẫn tiếp tục có được những chiến thắng mới, như ngày 19 tháng 5 năm 1942, ông có thêm năm chiến thắng để trở thành phi công thứ chín của Luftwaffe qua được cột mốc 100 chiến thắng. Trong cùng ngày, Thanh tra Chiến đấu cơ (Inspekteur der Jagdflieger) Adolf Galland đến thị sát không đoàn của Bär nhân việc JG 77 đã vượt qua con số 2.000 chiến thắng. Thành tích này giúp Bär có lần thứ hai được nhắc đến trong Wehrmachtbericht vào ngày 20 tháng 5 năm 1942.

### Mặt trận Địa Trung Hải

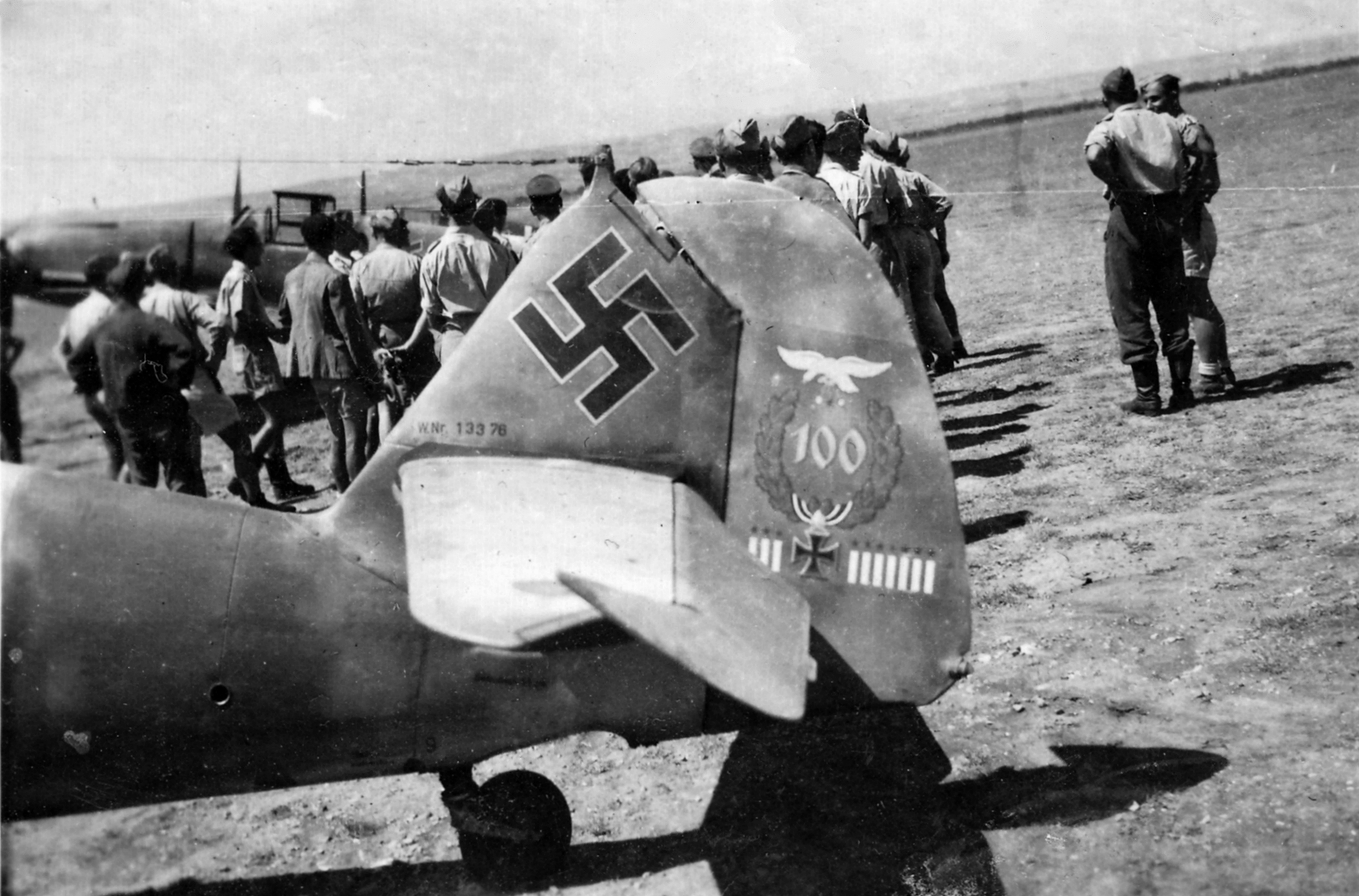
Đuôi chiếc phi cơ Messerschmitt Bf 109F-4 mà Bär lái trong thời gian tại Phi đoàn 1 của Không đoàn Chiến đấu cơ 77

Tháng 6 năm 1942, JG 77 được chuyển sang mặt trận Địa Trung Hải và tham gia vào các trận không chiến trên vùng trời Malta trước khi đến Tunisia thuộc Mặt trận Bắc Phi. Ngày 25 tháng 1 năm 1943, Bär bắn hạ hai chiến đấu cơ Curtiss P-40 Warhawk, đó là chiến thắng thứ 148 và 149 của ông. Với thành tích này, tướng Hans-Jürgen von Arnim đã đề nghị trao tặng Bär Huân chương Thập tự Hiệp sĩ với Lá sồi, Thanh kiếm và Kim cương. Tuy nhiên đề nghị này đã bị Reichsmarschall Hermann Göring phớt lờ. Lý do chính thức không được đưa ra nhưng có thể hiểu Göring ghét Bär do thái độ bất tuân thượng cấp cộng âm điệu vùng Saxon khá nặng của ông. Ngày 27 tháng 1 năm 1943, Bär vượt qua cột mốc 150 chiến thắng sau khi bắn hạ ba chiến đấu cơ P-40.
Günther Rall, Tham mưu Trưởng của Luftwaffe sau chiến tranh
Đầu tháng 3 năm năm 1943, Bär lúc bấy giờ đang đóng quân cùng đơn vị Phi đoàn I (I. Gruppe) tại Fatnassa, Tunisia, đã gặp một phi công ách chủ bài nổi tiếng khác là Adolf Galland, người có chuyến thăm bất ngờ đến I./JG 77 và được Thiếu tá Joachim Müncheberg giới thiệu Bär cho ông. Cuộc gặp gỡ này đã bắt đầu một tình bạn kéo dài đến tận sau chiến tranh.
Trong suốt thời gian tại chiến trường Bắc Phi và Địa Trung Hải, Bär nâng tổng số chiến thắng của mình lên 179. Tuy nhiên do không lực Đồng Minh tại khu vực này ngày càng áp đảo, Bär mất tinh thần chiến đấu và phải chịu sự mệt mỏi cả về tinh thần lẫn thể xác. Sau nhiều lần cãi nhau với tân chỉ huy trưởng của JG 77, Đại tá Johannes Steinhoff, và Hermann Göring, vào giữa năm 1943, Bär bị thuyên chuyển về Pháp do "hèn nhát trước kẻ thù" và bị giáng chức xuống Phi đoàn trưởng một đơn vị huấn luyện là Jagdgruppe Süd.

### Bảo vệ không phận Đế chế thứ ba
Ngày 21 tháng 1 năm 1944, Bär được chuyển sang Không đoàn Chiến đấu cơ 1 (Jagdgeschwader 1 - JG 1). Chỉ huy trưởng không đoàn, Đại tá Walter Oesau, chào đón Bär với lời nhắc nhở rằng ông đã hứa với Bộ Tư lệnh Tối cao Không quân (Oberkommando der Luftwaffe - OKL) là Bär sẽ không nắm bất kỳ vị trí chỉ huy nào. Bär vui vẻ chấp nhận điều này.
Ngày 15 tháng 3 năm 1944, Bär, với quân hàm Thiếu tá, được phục chức chỉ huy với vị trí Phi đoàn trưởng phi đoàn II./ JG 1, thay cho phi công Hermann Segatz tử trận ngày 8 tháng 3 năm 1944. Nhiệm vụ của JG 1 là bảo vệ vùng trời Đức quốc và được trang bị chiến đấu cơ Focke Wulf 190 A-7. Tinh thần của phi đoàn được tăng cao sau sự bổ nhiệm này vì từ lâu Bär đã được xem là phi đoàn trưởng không chính thức và là sĩ quan giỏi nhất của toàn Không đoàn 1. Ngày 11 tháng 4 năm 1944, Bär bắn hạ một oanh tạc cơ B-17 Flying Fortress gần Fallersleben. Mười một ngày sau đó, ông cán mốc chiến thắng thứ 200, lần này nạn nhân là một oanh tạc cơ B-24 Liberator. Chiến thắng này có sự góp sức của phi công trợ thủ Leo Schuhmacher, người về sau cũng được thưởng Huân chương Thập tự Hiệp sĩ. Bär vừa hạ cánh tại sân bay Störmede thì phát hiện ra chiếc B-24 thuộc Liên đoàn Oanh tạc cơ 458 Hoa Kỳ đang bốc cháy. Ông nhanh chóng cùng với phi công trợ thủ cất cánh trở lại và toàn bộ xạ thủ súng máy chiếc B-24 đã nhảy dù trước đó nên chiếc máy bay trở thành mục tiêu quá dễ dàng. Thắng lợi này giúp ông lần nữa và cũng là lần sau cùng có mặt trong Wehrmachtbericht ngày 24 tháng 4 năm 1944. Sau cái chết của phi công Walter Oesau vào ngày 11 tháng 5 năm 1944, Bär trở thành Không đoàn trưởng Không đoàn Chiến đấu cơ 1. Đến tháng 6, ông lại chuyển sang làm Không đoàn trưởng Không đoàn Chiến đấu cơ 3 (Jagdgeschwader 3 - JG 3) sau cái chết của Friedrich-Karl Müller. Đến cuối năm 1944, số chiến thắng của Bär đã lên đến 203.
Chiến thắng thứ 204 và 205 của Bär là hai chiếc Hawker Typhoon ngay ngày đầu năm 1945 khi Luftwaffe mở cuộc tấn công lớn vào các sân bay Đồng Minh tại khu vực Benelux với kết quả mỗi bên mất hàng trăm phi cơ. JG 3 của Bär tấn công Eindhoven đã bắn hạ được sáu chiến đấu cơ của Không lực Hoàng gia Anh và phá hủy nhiều máy bay trên bãi đáp. Sử gia Norman Franks khẳng định hai chiếc Hawker Typhoon này, thuộc Phi đoàn 438, đều chưa kịp cất cánh và hai viên phi công lái chúng là Pete Wilson và Ross Keller đều tử trận. Tuy nhiên một phi công Anh là 'Bill' Harle đã trông thấy cả hai máy bay này đều đã cất cánh.

### Những ngày cuối cuộc chiến
Tháng 2 năm 1945, Bär được điều sang một đơn vị huấn luyện lái chiến đấu cơ phản lực tên gọi Ergänzungs-Jagdgeschwader 2 (EJG 2). Vào tháng 3, đơn vị được trang bị phản lực cơ Messerschmitt Me 262 và với loại phi cơ mới này, Bär hạ được 13 phi cơ đối phương, đa phần là oanh tạc cơ hạng nặng như B-17 và B-24 để lên được 217 chiến thắng. Ngày 23 tháng 4, ông được mời đến một đơn vị chiến đấu cơ đặc biệt quy tụ các phi công ách chủ bài hàng đầu của Đức vào cuối cuộc chiến tên gọi Jagdverband 44 (JV 44), chỉ huy trưởng là Adolf Galland. Sau khi Galland bị thương, ngày 26 tháng 4, Bär nắm quyền chỉ huyJV 44. Bär có lẽ đã bay phi vụ chiến đấu đầu tiên cho JV 44 vào ngày 27 tháng 4 năm 1945. Lái kiểu phản lực cơ Me 262 A-1/U1, một phiên bản thử nghiệm trang bị sáu pháo gồm 2 pháo 20 mm Mg 151/20 và 2 pháo 30mm Mk 103 và 2 pháo 30 mm Mk 108 ,Bär với sự trợ giúp của Thiếu tá Wilhelm Herget và hạ sĩ quan (Unteroffizier) Franz Köster đã bắn hạ một máy bay Mỹ khi ba chiếc máy bay Đức chạm trán đối phương tại Riem. Trong thời gian này, khi không bay chiến đấu, Bär dành phần lớn thời gian để giảng dạy cho các phi công mới vừa được đưa đến JV 44. Con số chiến thắng của ông dừng lại ở 220 với bốn chiến thắng cuối cùng (ba chiến đấu cơ P-47 và một chiếc Mosquito) vào ngày 28 tháng 4. Bär có được tổng cộng 16 chiến thắng khi lái phản lực cơ Me 262, giúp ông trở thành phi công lái phản lực cơ có thành tích cao thứ hai trong Thế chiến thứ hai (sau Kurt Welter). Ông cũng kết thúc cuộc chiến với quân hàm Trung tá (Oberstleutnant).
Trong những ngày cuối cùng của cuộc chiến, Trung tướng (Generalleutnant) Adolf Galland muốn cả đơn vị JV 44 sẽ đầu hàng quân Mỹ nhưng Thượng tướng Phi hành (General der Flieger) Karl Koller lại lệnh cho JV 44 đến Prague và tiếp tục chiến đấu. Bär quyết định nghe theo lời Galland và phớt lờ chỉ thị của Karl Koller. Bär sau đó còn tiếp tục bị Thiếu tướng (Generalmajor) Dietrich Peltz, chỉ huy trưởng Quân đoàn Không quân số IX (IX. Fliegerkorps) và Đại tá Hajo Herrmann, chỉ huy trưởng Sư đoàn Không quân số 9 (9. Flieger-Division) gây áp lực khi bộ ba gặp nhau tại phòng điều khiển tại Maxglan ngày 2 tháng 5 năm 1945. Bär đã tranh cãi cực kỳ gay gắt với Peltz và Herrman. Nhân chứng, phi công Walter Krupinski, nhớ lại Bär đã nói "Vâng thưa ngài, nhưng chúng ta đều ở dưới quyền của tướng Galland, và do đó tôi chỉ có thể nghe lời ông ấy!"— một hành động mà Krupinski nghĩ rằng đáng lẽ Bär đã phải bị xử bắn vì tội bất tuân thượng lệnh.
Sáng ngày 4 tháng 5 năm 1945, Bär tập hợp các phi công của JV 44 cho cuộc họp cuối cùng. Ông lệnh cho phá hủy các chiến đấu cơ Me 262 trước khi chính thức đầu hàng quân Mỹ. Bär bị bắt và được thẩm vấn bởi các sĩ quan tình báo Hoa Kỳ thuộc Đơn vị Thẩm vấn Tù binh Không quân số 1 tại Heidelberg.

## Sau chiến tranh
Bär không trở về quê nhà Sommerfeld sau chiến tranh mà đến sống tại Braunschweig, nơi ông tiếp tục sự nghiệp hàng không với một vị trí tại Deutscher Aero Club. Ông còn là người cố vấn và phi công thử nghiệm trong lĩnh vực thể thao hàng không, thử nghiệm máy bay trước khi đưa ra thị trường. Ngày 28 tháng 4 năm 1957, khi đang bay thử nghiệm máy bay hạng nhẹ LF-1 Zaunkönig, Bär thực hiện một cú đâm nhào quay tròn, bước cuối cùng trong quá trình thử nghiệm. Chiếc máy bay đâm nhào xuống 50m rồi mất kiểm soát. Bär tử nạn khi chiếc máy bay của ông rơi tại Braunschweig-Waggum.

## Tổng kết đời binh nghiệp
Bär đã bay hơn 1.000 phi vụ, đứng thứ tám trong danh sách các phi công ách chủ bài hàng đầu cuộc chiến với 220 chiến thắng, trong số đó 124 chiến thắng nạn nhân là phi cơ của các nước Đồng Minh phương Tây, một thành tích chỉ đứng sau Hans-Joachim Marseille (158) và 96 máy bay Liên Xô.
Tại mặt trận Châu Âu, Bär bắn hạ tổng cộng 75 phi cơ Anh-Mỹ, trong đó có 16 chiến thắng khi lái chiến đấu cơ phản lực và 21/75 nạn nhân của ông là oanh tạc cơ hạng nặng Hoa Kỳ. Tổng cộng ông đã phải hạ cánh khẩn cấp và nhảy dù 18 lần cùng ba lần bị thương khi tham gia chiến đấu.

### Các cấp bậc đã trải qua
| 4 tháng 4 năm 1934:  | Gefreiter                                                           |
| 1 tháng 8 năm 1940:  | Leutnant (Trung úy nhì) ngày phong quân hàm 1 tháng 5 năm 1940      |
| 14 tháng 8 năm 1941: | Oberleutnant (Trung úy nhất) ngày phong quân hàm 1 tháng 8 năm 1941 |
| 1 tháng 12 năm 1941: | Hauptmann (Đại úy), ngày phong quân hàm 1 tháng 9 năm 1941          |
| 1 tháng 3 năm 1943:  | Major (Thiếu tá), ngày phong quân hàm 1 tháng 9 năm 1942            |
| 1 tháng 1 năm 1945:  | Oberstleutnant (Thượng tá)                                          |